# Bugarszky István
Bugarszky István, Bugárszky (Zenta, 1868. május 21. – Budapest, Ferencváros, 1941. március 3.) kémikus, egyetemi tanár, az MTA levelező tagja (1899).

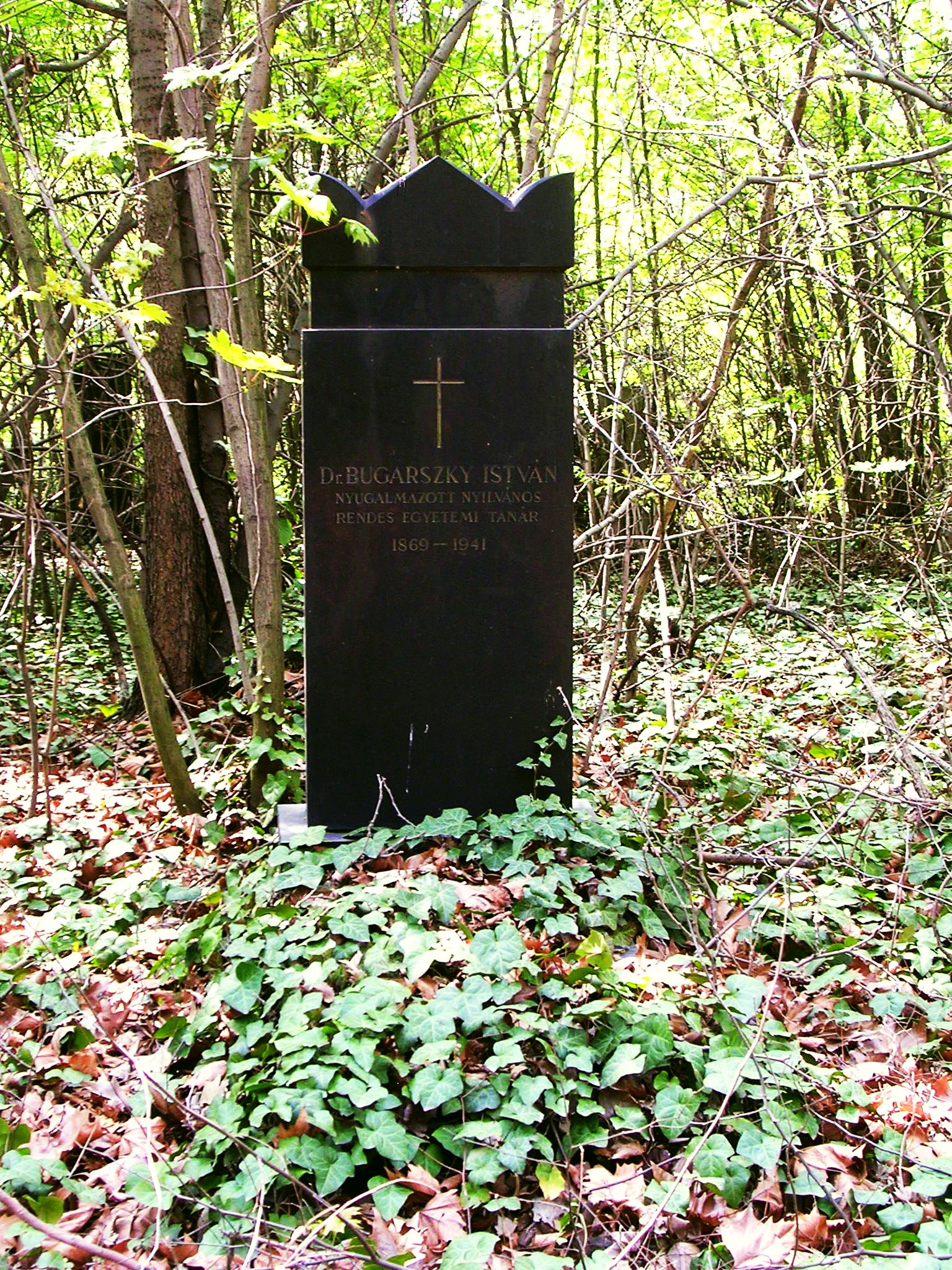
Sírja a Fiumei úti sírkertben

## Életútja
Bugarszky Szvetozár és Malésevics Anna fia. 1891-ben az állatorvosi akadémián a vegytani tanszék mellett tanársegédként nyert alkalmazást, majd 1893-ban ugyanoda segédtanárrá nevezték ki. 1894-ben a budapesti egyetemen magántanári képesítést nyert az elméleti vegytanból. 1898-ban az állatorvosi akadémiához nyilvános rendkívüli, 1903. december 15-én rendes tanárrá nevezték ki. 1899-ben a Magyar Tudományos Akadémia levelező tagjává választotta. 1902-től a vegytani tanszék vezetője volt. 1893-ban kormánysegéllyel járt külföldi tanulmányuton. 1896-ban fél évet W. Nernst göttingeni laboratóriumában dolgozott. 1913-ban a II. kémiai intézet nyilvános rendes tanára lett. Halálát agyhűdés, vesegyulladás okozta. Felesége Zubánovits Mária volt. A Kerepesi úti temetőben nyugszik.

## Munkássága
Elsősorban reakciókinetikai kutatásai számottevőek. Bebizonyította a kémiai affinitásra vonatkozó Thomsen-Berthelot-elv fogyatékosságát. A fehérjék fizikokémiai sajátosságait is vizsgálta, amfoter jellegüket kimutatta. 1912-ben szabadalmaztatta a kátrányklorid előállítására kidolgozott eljárását.
Önálló dolgozatainak legnagyobb része a Magyar Tudományos Akadémiától kiadott Math. és Természettudományi Értesítőben jelent meg. Három tankönyvet is írt főiskolai használatra, az egyiket Vezérfonal a vegytani gyakorlathoz, a másikat A kémia repetitoriuma és borkémiai praktikum címen. Chemia. (Tankönyv, Liebermann Leóval együtt 1900.)

## Elismerés
- Az MTA Lukács Krisztina-jutalma (1905).

## Fontosabb művei
- A bázisok sebességi coefficienseiről. Adatok a chemiai dynamikához. Egy. doktori értek. (Bp., 1891)
- Vezérfonal a vegytani gyakorlatokhoz kezdők számára. (Bp., 1892)
- Vizsgálatok a chemiai statika köréből. 1–4. (Mathematikai és Természettudományi Értesítő, 1892–1894)
- Adatok a sókeverékek vizes oldatainak elméletéhez. Liebermann Leóval. (Mathematikai és Természettudományi Értesítő, 1893; németül: Beiträge zur Theorie der Wässerigen Lösungen von Salzgemischen. Leipzig, 1893)
- A chemia repertoriuma és borchemiai practicum a budapesti szőlő- és borgazdasági felsőbb tanfolyam hallgatói számára. (Bp., 1894)
- Új módszer a bróm és a chlor quantitatív elválasztására. (Mathematikai és Természettudományi Értesítő, 1895)
- Új módszer a vérsejtek és plasma térfogat szerint mért mennyiségének meghatározására. Tangl Ferenccel. (Bp., 1897)
- A fehérjenemű anyagoknak sósav natriumhyperoxid és natriumchlorid lekötő képességéről. Liebermann Leóval. – A vérsavó molekularis concentratiojáról. Tangl Ferenccel. (Mathematikai és Természettudományi Értesítő, 1898)
- Chemia. Egy. tankönyv. Liebermann Leóval. (Bp., 1900; 4. átd. és bőv. kiad. 1918)
- A bróm és aethylalkohol egymásra hatásának sebességéről. Kísérletek állandó hőmérsékleten. Akadémiai székfoglaló. (Elhangzott: 1901. jan. 21.; megjelent: Mathematikai és Természettudományi Értesítő, 1901)
- A bróm hatásáról acetaldehydre vizes oldatban. Chemiai kinetikai tanulmány. (Mathematikai és Természettudományi Értesítő, 1902)
- A közeg befolyása a reactiosebességre és a chemiai egyensúly-állapotra. (Mathematikai és Természettudományi Értesítő, 1905)
- Ismereteink az anyag szerkezetéről. (Bp., 1907)
- A jodidok és a szin-jód mennyiségi meghatározásának új módja. Horváth Bélával. (Mathematikai és Természettudományi Értesítő, 1909)
- Az eczema gyógyítása cadogellel. Török Lajossal. (Bp., 1913)
- Vezérfonal a qualitatív és a quantitatív chemiai-analytikai gyakorlathoz. Laboratóriumi segédkönyv. B. I. megbízásából összeáll. Pacsu Jenő. (Bp., 1920; 3. kiad. 1923).